# Leroy Chiao
Leroy Chiao (ur. 28 sierpnia 1960 w Milwaukee) – amerykański inżynier i astronauta.

## Życiorys
Jest synem imigrantów z Chin. Dorastał w Danville w Kalifornii, gdzie w 1978 ukończył Monte Vista High School. W 1983 uzyskał dyplom z inżynierii chemicznej na Uniwersytecie Kalifornijskim w Berkeley, a w 1985 i 1987 tytuły magistra i doktora inżynierii chemicznej na Uniwersytecie Kalifornijskim w Santa Barbara. Od 1987 pracował w Hexcel Corporation w Dublinie w Kalifornii, prowadził badania materiałów przemysłu lotniczego i astronautycznego, w styczniu 1989 rozpoczął pracę w Lawrence Livermore National Laboratory w Livermore w Kalifornii, badając włókna i ich przydatność dla astronautyki. Poza tym zajmował się pilotażem; ma wylatane ponad 2600 godzin.
17 stycznia 1990 został wybrany przez NASA jako kandydat na astronautę, w lipcu 1991 został zakwalifikowany jako astronauta, przechodził szkolenie jako specjalista misji. Uczestniczył w czterech misjach, spędzając w kosmosie łącznie 229 dni, 8 godzin i 39 minut. Wykonał sześć spacerów kosmicznych o łącznym czasie 36 godzin i 7 minut.
Od 8 do 23 lipca 1994 brał udział w misji STS-65 trwającej 14 dni, 17 godzin i 55 minut; start nastąpił z Centrum Kosmicznego im. Johna F. Kennedy’ego na Florydzie. Załoga prowadziła badania naukowe w laboratorium IML-2.
Drugą jego misją była STS-72 od 11 do 20 stycznia 1996 trwająca 8 dni i 22 godziny. Wykonał wówczas dwa spacery kosmiczne trwające łącznie 12 godzin i 57 minut.
Po raz trzeci przebywał w kosmosie od 11 do 24 października 2000 w ramach misji STS-92 trwającej 12 dni, 21 godzin i 42 minuty; celem było dostarczenie segmentu Z1 kratownicy ITS (Integrated Truss Structure). Start nastąpił z Centrum Kosmicznego im. Johna F. Kennedy’ego na Florydzie, a lądowanie w Edwards Air Force Base w Kalifornii. Podczas tej misji Chiao wykonał dwa spacery kosmiczne trwające łącznie 13 godzin i 16 minut.
Ostatnią jego misją była Sojuz TMA-5/Ekspedycja 10 na Międzynarodową Stację Kosmiczną od 14 października 2004 do 24 kwietnia 2005, trwająca 192 dni, 19 godzin i 2 minuty. Był on dowódcą misji, stając się pierwszym Amerykaninem azjatyckiego pochodzenia i jednocześnie pierwszym etnicznym Chińczykiem jako dowódcą. Start nastąpił z kosmodromu Bajkonur. Chiao wykonał dwa spacery kosmiczne trwające razem 9 godzin i 56 minut; używał wówczas rosyjskiego kombinezonu Orłan.
31 października 2005 opuścił NASA.
Otrzymał wiele nagród i odznaczeń, w tym cztery medale NASA Medal za Lot Kosmiczny (1994, 1996, 2000 i 2005) i NASA Distinguished Service Medal (2005).
Stowarzyszenie Uczestników Lotów Kosmicznych (Association of Space Explorers) przyznało mu Universal Astronaut Insignia za lot orbitalny (nr 311).